# Great West Conference
La Great West Conference fue una conferencia de la División I de la NCAA de la subdivisión FCS cuyos miembros estaban esparcidos por toda la geografía de los Estados Unidos. Tenía su sede en Elmhurst, Illinois.

## Historia
La conferencia se creó en 2004 como Great West Football Conference, con el fútbol americano como único deporte. Las universidades fundadoras fueron Cal Poly, North Dakota State Bison, Northern Colorado, South Dakota State, Southern Utah y UC Davis. 
En julio de 2008 la conferencia se abrió a otros deportes, uniéndose varias universidades más. La conferencia actualmente no ofrece una invitación directa para la disputa del Torneo de la NCAA, pero en baloncesto si que tiene plaza asegurada el campeón en el CollegeInsider.com Postseason Tournament.

## Miembros

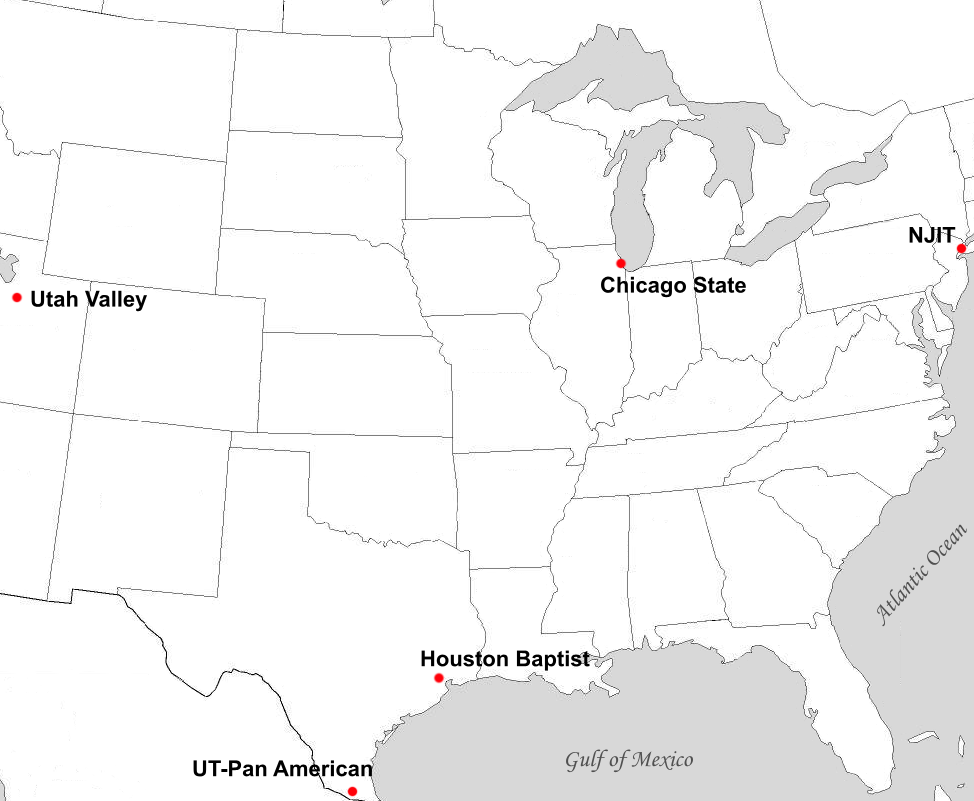
Localización de los miembros de pleno derecho de la Great West Conference.

### Miembros de pleno derecho
| Universidad                             | Localización         | Fundado | Afiliación | Año de unión | Equipo      |
| --------------------------------------- | -------------------- | ------- | ---------- | ------------ | ----------- |
| Universidad Estatal de Chicago          | Chicago, Illinois    | 1867    | Pública    | 2008         | Cougars     |
| Universidad Bautista de Houston         | Houston, Texas       | 1960    | Privada    | 2008         | Huskies     |
| Instituto de Tecnología de Nueva Jersey | Newark, Nueva Jersey | 1881    | Pública    | 2008         | Highlanders |
| Universidad de Texas–Pan American       | Edinburg, Texas      | 1927    | Pública    | 2008         | Broncs      |
| Utah Valley University                  | Orem, Utah           | 1941    | Pública    | 2008         | Wolverines  |

### Miembros Afiliados
| Universidad                             | Localización                  | Fundada | Afiliación | Equipo         | Conferencia primaria            | Año de unión | Deportes |
| --------------------------------------- | ----------------------------- | ------- | ---------- | -------------- | ------------------------------- | ------------ | -------- |
| Universidad Estatal de Delaware         | Dover, Delaware               | 1891    | Pública    | Hornets        | Mid-Eastern Athletic Conference | 2009         | Fútbol   |
| Universidad Howard                      | Washington D. C.              | 1867    | Privada    | Bison          | Mid-Eastern Athletic Conference | 2009         | Fútbol   |
| Instituto de Tecnología de Nueva York   | Old Westbury, Nueva York      | 1955    | Privada    | Bears          | East Coast Conference           | 2009         | Béisbol  |
| Universidad del Norte de Colorado       | Greeley, Colorado             | 1889    | Pública    | Bears          | Big Sky Conference              | 2009         | Béisbol  |
| Universidad de Dakota del Norte         | Grand Forks, Dakota del Norte | 1883    | Pública    | Fighting Sioux | Big Sky Conference              | 2009         | Béisbol  |
| Universidad Estatal de Carolina del Sur | Orangeburg, Carolina del Sur  | 1896    | Pública    | Bulldogs       | Mid-Eastern Athletic Conference | 2009         | Fútbol   |

### Antiguos miembros
| Institución                             | Localización                  | Equipo         | Tipo    | Año de unión | Año de salida | Conferencia actual                  |
| --------------------------------------- | ----------------------------- | -------------- | ------- | ------------ | ------------- | ----------------------------------- |
| Universidad Estatal de Dakota del Norte | Fargo, Dakota del Norte       | Bison          | Pública | 2004         | 2007          | Missouri Valley Conference          |
| Universidad del Norte de Colorado       | Greeley, Colorado             | Bears          | Pública | 2004         | 2005          | Big Sky Conference                  |
| Universidad Estatal de Dakota del Sur   | Brookings, Dakota del Sur     | Jackrabbits    | Pública | 2004         | 2007          | Missouri Valley Football Conference |
| Universidad de Dakota del Norte         | Grand Forks, Dakota del Norte | Fighting Sioux | Pública |              | 2012          | Big Sky Conference                  |
| Universidad de Dakota del Sur           | Vermillion, Dakota del Sur    | Coyotes        | Pública |              | 2011          | The Summit League                   |

## Palmarés de fútbol americano
| Temporada | Campeón             | Record |
| --------- | ------------------- | ------ |
| 2004      | Cal Poly            | 4–1    |
| 2005      | Cal Poly y UC Davis | 4–1    |
| 2006      | North Dakota State  | 4–0    |
| 2007      | South Dakota State  | 4–0    |
| 2008      | Cal Poly            | 3–0    |
| 2009      | UC Davis            | 3–1    |
| 2010      | Southern Utah       | 4–0    |